# Sun Pictures
A Sun Pictures é uma unidade de estúdio de produção e distribuição de filmes de Chennai, propriedade da Sun TV Network, propriedade da Kalanithi Maran. Fundada em 2000, começou a produzir o filme de TV Siragugal e mais tarde começou a produzir e distribuir filmes em tâmil. Produziu outro filme estrelado por Raghava Lawrence e dirigido pelo próprio Kaala Bairava.

## Filmografia
| Ano  | Filme      | Diretor           | Fundida                                       | Notas |
| ---- | ---------- | ----------------- | --------------------------------------------- | --- |
| 2000 | Siracugal  | Raadhika Manobala | Raadhika, Vikram                              | Filme de TV |
| 2010 | Enthiran   | Shankar           | Rajinikanth, Aishwarya Rai, Danny Denzongpa   | Ganhou, Prêmio Edison de Melhor Filme Ganhou, Prêmio Vijay de Filme Favorito Nomeado, Filmfare Award de Melhor Filme - Tamil |
| 2018 | Sarkar     | AR Murugadoss     | Vijay, Keerthi Suresh, Varalaxmi Sarathkumar  | |
| 2019 | Petta      | karthik Subbaraj  | Rajinikanth, Trisha, Vijay Sethupathi, Simran | |
| 2019 | Kanchana 3 | Raghava Lawrence  | Raghava Lawrence, Oviya, Vedhika              | |
| 2019 | SK 16      | Pandiraj          | Sivakarthikeyan                               | filmando |

| Ano  | Filme                       | Diretor          | Fundida                                                          | Notas |
| ---- | --------------------------- | ---------------- | ---------------------------------------------------------------- | ----- |
| 2008 | Kadhalil Vizhunthen         | PV Prasad        | Nakul, Sunaina                                                   | [ 2 ] |
| 2008 | Thenavattu                  | VV Kadhir        | Jeeva, Poonam Bajwa                                              | [ 3 ] |
| 2008 | Dindigul Sarathy            | Siva Sanmukam    | Karunas, Karthika                                                | [ 4 ] |
| 2009 | Padikathavan                | Suraj            | Dhanush, Tamannaah Bhatia                                        | [ 5 ] |
| 2009 | Te                          | Kicha            | Sundar C, Ragini, Namitha                                        |       |
| 2009 | Ayan                        | KV Anand         | Suriya, Tamannaah Bhatia                                         |       |
| 2009 | Maasilamani                 | RNR Manohar      | Nakul, Sunaina                                                   |       |
| 2009 | Ninaithale Inikkum          | GNR Kumaravelan  | Prithviraj, Sakthi Vasu, Priyamani                               |       |
| 2009 | Kanden Kadhalai             | R. Kannan        | Bharath, Tamannaah Bhatia                                        |       |
| 2009 | Vettaikaaran                | Babu Sivan       | Vijay, Anushka Shetty                                            |       |
| 2010 | Theeradha Vilaiyattu Pillai | Thiru            | Vishal Krishna, Sarah-Jane Dias, Neetu Chandra e Tanushree Dutta |       |
| 2010 | Sura                        | SP Rajkumar      | Vijay, Tamannaah Bhatia                                          |       |
| 2010 | Singam                      | Hari             | Suriya, Anushka Shetty                                           |       |
| 2010 | Thillalangadi               | M. Raja          | Jayam Ravi, Shaam, Tamannaah Bhatia                              |       |
| 2010 | Enthiran                    | S. Shankar       | Rajinikanth, Aishwarya Rai                                       |       |
| 2011 | Aadukalam                   | Vetrimaran       | Dhanush, Taapsee Pannu                                           |       |
| 2011 | Mappillai                   | Suraj            | Dhanush, Hansika Motwani                                         |       |
| 2011 | Engeyum Kaadhal             | Prabhu Deva      | Jayam Ravi, Hansika Motwani                                      |       |
| 2011 | Mankatha                    | Venkat Prabhu    | Ajith Kumar, Arjun Sarja, Trisha, Raai Laxmi                     |       |
| 2011 | Vedi                        | Prabhu Deva      | Vishal Krishna, Sameera Reddy                                    |       |
| 2013 | Kutti Puli                  | Muthaiah         | M. Sasikumar, Lakshmi Menon, Saranya Ponvannan                   |       |
| 2014 | Inga Enna Solluthu          | Vincent Selva    | VTV Ganesh, Meera Jasmine, Santhanam                             |       |
| 2015 | Kanchana 2                  | Raghava Lawrence | Raghava Lawrence, Taapsee Pannu e Kovai Sarala                   |       |
| 2018 | Sarkar                      | AR Murugadoss    | Vijay, Keerthi Suresh, Varalaxmi Sarathkumar                     |       |
| 2019 | Kanchana 3                  | Raghava Lawrence | Raghava Lawrence, Oviya, Vedhika, Ri-Djavi Alexandra             |       |
| 2019 | Petta                       | Karthik Subbaraj | Rajinikanth, Vijay Sethupathi, Simran, Trisha                    |       |

| Trilhas sonoras de filmes lançadas |                  |                     |
| Ano                                | Filme            | Notas               |
| 2008                               | Dindigul Sarathy | Também distribuidor |